# Quận Curry, Oregon
Quận Curry là một quận nằm trong tiểu bang Oregon. Năm 2000, dân số là 21.137. Tên của quận là tên của George Law Curry, một thống đốc của Lãnh thổ Oregon. Quận lỵ của quận là Gold Beach.

## Địa lý
Quận ban đầu gồm có khoảng 1.500 dặm vuông. Tuy nhiên, sự điều chỉnh ranh giới với Quận Coos năm 1872 và năm 1951, với Quận Josephine năm 1880 và năm 1927 đã tăng diện tích của quận lên đến 5.150 km² (1.989 mi²). Trong số đó có 4.215 km² (1.627 mi²) là đất và 935 km² (361 mi²) hay 18,16% là nước.
Nằm trong Quận Curry là Mũi Blanco, điểm cận tây nhất của Oregon có kinh tuyến 124 độ, 33 phút và 46 giây.

### Các quận giáp ranh
- Quận Coos - (bắc)
- Quận Douglas - (đông bắc)
- Quận Josephine - (đông)
- Quận Del Norte - (nam)

## Các cộng đồng

### Các thành phố hợp nhất
- Brookings
- Gold Beach
- Port Orford

### Các cộng đồng chưa hợp nhấtvà nhữngNơi ấn định cho điều tra dân số
- Agness
- Carpenterville
- Harbor
- Langlois
- Ophir
- Pistol River
- Sixes
- Wedderburn